# Torben Ulrich
Torben Ulrich (Frederiksberg, 4 ottobre 1928 – 20 dicembre 2023) è stato un tennista danese.

## Biografia
In carriera ha raggiunto una finale di doppio agli U.S. Pro Tennis Championships nel 1970, in coppia con l'egiziano Ismail El Shafei. Nei tornei del Grande Slam ha ottenuto il suo miglior risultato raggiungendo le semifinali di doppio a Wimbledon nel 1959, in coppia con l'austriaco Ladislav Legenstein, e di doppio misto agli US Open nel 1969, in coppia con la statunitense Julie Heldman.
In singolare invece nei tornei del Grande Slam ha raggiunto per ben sei volte gli ottavi di finale tra gli anni ‘50 e ‘60. In Coppa Davis ha disputato un totale di 102 partite, ottenendo 46 vittorie e 56 sconfitte. Per la sua dedizione nel rappresentare il proprio Paese nella competizione è stato insignito del Commitment Award.

## Vita privata
Era padre di Lars Ulrich, fondatore e batterista dei Metallica.

## Statistiche

### Doppio

#### Finali perse (1)
| Numero | Anno           | Torneo                                | Superficie | Compagno         | Avversari in finale   | Punteggio |
| 1.     | 16 agosto 1970 | U.S. Pro Tennis Championships, Boston | Cemento    | Ismail El Shafei | Roy Emerson Rod Laver | 1-6, 6-7  |